# Katsuhiko Ogata
Katsuhiko Ogata es un profesor de ingeniería que nació en Tokio, Japón; el 6 de enero de 1925. Obtuvo un título de Grado en Ingeniería Mecánica por la Universidad de Tokio en 1947. Después de recibir su grado, pasó tres años como asistente de investigación en el Instituto de Investigación Científica en Tokio, seguido de dos años de experiencia industrial en el tubo de Nippon Steel Company, Japón. En 1952 recibió una beca "Fulbright Travel Grant", para ir a los Estados Unidos de América y obtener títulos más avanzados. Obtuvo un máster en Ingeniería Mecánica por la Universidad de Illinois en 1953 y un doctorado en Ciencias de la Ingeniería de la Universidad de California, Berkeley en 1956.
Poco después de recibir su doctorado en 1956, se unió a la Facultad de Ingeniería Mecánica en la Universidad de Minnesota para enseñar y hacer investigación en el campo de los sistemas de control. Mientras mantiene su permanencia en la Universidad de Minnesota, también enseñó los sistemas de control en el Departamento de Ingeniería Eléctrica de la Universidad Nacional de Yokohama, Japón, por un total de tres años. 
K. Ogata, es autor de siete libros de texto, tres de los cuales han sido publicados en diversas ediciones. Su filosofía de la escritura ha sido que los estudiantes universitarios de ingeniería no debería gastar cantidad excesiva de tiempo en derivar o verificando las ecuaciones matemáticas en la ingeniería de control. Así que incluye en sus libros de todas las derivaciones y las pruebas necesarias para que el alumno pueda entender los materiales de los libros sin problemas con las matemáticas. Este enfoque fue muy bien aceptado por la comunidad de control en todo el mundo. Como resultado, la mayoría de sus libros fueron traducidos a otros idiomas, como español, portugués, japonés, polaco, coreano, chino, malayo. Hasta la fecha, 20 ediciones extranjeras de sus libros han sido publicadas.[cita requerida]
Si bien fue consejero de universitarios hace unos veinte años, su clara y concienzuda asesoría le ha hecho ganar un premio de Asesor Sobresaliente de la Universidad de Minnesota. 
Pertenece a ASME, miembro de Sigma Xi y Pi Tau Sigma. Su biografía aparece en Marquis Who's Who in the World, Marquis Who's Who in America, entre otros.[cita requerida]
En 1999 obtuvo el Premio "John R. Ragazzini Education" por distinción, ya que durante un período de treinta años ha escrito libros de texto acerca de la dinámica de los sistemas y control ampliamente reconocidos, sobre todo, "Ingeniería de Control Moderna".
Sus libros más significativos van desde "Dinámica de Sistemas", "Ingeniería de Control Moderna", "Sistemas de Control en Tiempo Discreto", "Problemas de Ingeniería de Control utilizando Matlab" hasta "Children's Literature, Briefly".